# Панаїс Цалдаріс
Панаїс Цалдаріс (грец. Παναγής Τσαλδάρης; 1868 — 12 травня 1936) — грецький політик-республіканець, двічі займав пост глави грецького уряду.

## Життєпис
Вивчав право в Афінському університеті, потім — у Берліні та Парижі. Був адвокатом, з 1910 року й до самої своєї смерті був членом грецького Парламенту.
На початку 1930-их років Цалдаріс, зрештою, прийняв республіканський устрій. Очолюючи Народну партію, на виборах у вересні 1932 року переміг Венізелоса, що стало початком кінця політичної кар'єри останнього. Міністром внутрішніх справ у кабінеті Цалдаріса став майбутній диктатор Іоанніс Метаксас.
У січні 1933 під тиском генерала Ніколаоса Пластіраса новим прем'єр-міністром став той-таки Венізелос. На березень було призначено нові вибори, які, однак, Венізелос програв. Остерігаючись, що Цалдаріс може відновити монархію, Пластірас здійснив державний переворот. Венізелос підтримав новий автократичний режим, однак програв і нові вибори, призначені на кінець 1933 року.
Наміри Пластіраса зазнали краху, й Цалдаріс знову був призначений главою уряду. Він, однак, проявив себе нерішучим і слабким політиком, неспроможним упоратись із тиском як з боку республіканців, так і монархістів.
У березні 1935 Цалдаріс зіткнувся зі спробою нового державного перевороту, який намагались здійснити офіцери — прибічники Венізелоса. Путч придушив новий лідер монархістів генерал Георгіос Кондиліс. У червні монархісти, серед яких був і Метаксас, сформували Монархічний союз і зажадали від Цалдаріса відновлення монархії.
У жовтні того ж року монархісти здійснили новий переворот, і главою тимчасового уряду став Кондиліс. Король, який повернувся до країни, амністував республіканців. Цалдаріс підтримав таку ініціативу, а Кондиліс, невдоволений рішенням короля, вийшов у відставку.
Цалдарі помер 12 травня 1936 року. Його смерть та смерть низки інших видатних політиків сприяли проголошенню диктатури Метаксаса в серпні того ж року.